# Coliziunea aeriană de la Dniprodzerjînsk
Coliziunea aeriană a două aeronave Tu-134, deasupra orașului ucrainean (pe atunci sovietic) Dniprodzerjînsk a vut loc pe data de 11 august 1979, și a provocat moartea tuturor pasagerilor și echipajului ambelor avioane: Tu-134A (Ту-134А) cu ruta aeriană Celeabinsk, RSFS Rusă - Chișinău, RSS Moldovenească, având 94 de persoane la bord (88 pasageri, 6 echipaj), cu un Tu-134AK (Ту-134АК) având ruta Tașkent, RSS Uzbekă - Minsk, RSS Belarusă, având 84 de persoane la bord (77 pasageri, 7 echipaj).
Ciocnirea a avut loc la ora locală 13:35, la o înălțime de 8,400 m deasupra solului. Printre cei morți s-au numărat și 17 membri uzbeci ai clubului de fotbal Paxtakor, motiv pentru care tragedia a avut rezonanță în interiorul fostei Uniuni Sovietice.

## Cauze
Potrivit anchetei sovietice oficiale, cauza catastrofei au fost greșelile și încălcările admise de către dispecerul sectorului aerian Sud-Vestic și dispecerul-instructor privind admiterea nivelului de distanță dintre aeronave și frazeologia de conformitate.